# 西山諒
西山 諒（にしやま りょう、1969年（昭和44年）6月19日 - ）は、日本の女優、タレント。名古屋市出身。劇団「パンジャーボンバーズ」座長。

## 来歴
市民劇場未来座、専門学校舞台芸術学院ミュージカル本科2期、文学座附属演劇研究所30期を卒業し、舞台を中心に活動。現在は地元名古屋市を中心に、テレビ、ラジオ、舞台、ナレーター、イベント司会、演劇講師、振り付けなどで活動している。かつてはCBCテレビ製作の『ドラマ30』の放送作品に多く出演していた。
2010年、知嶋大貴、憲俊、市川智也、中井伸弥、松ヶ崎亜彩美、藤谷まきよ、大口朋夏と劇団「パンジャーボンバーズ」を結成。

## 出演

### テレビ番組
- どうーなってるの?! （フジテレビ）
- バトルファミリー（2001年、CBCテレビ）
- 幼稚園ゲーム2 〜社宅篇〜（2002年、CBCテレビ）
- 名古屋テレビ開局40周年記念ドラマ[1] コーリュー（2002年12月15日、名古屋テレビ）
- ワンハート〜この空の下で〜（2003年、CBCテレビ）
- 中学生日記（2003年4月 - 2012年3月、NHK名古屋放送局） - 本山千夏先生役
- 幼稚園ゲーム3 （2003年、CBCテレビ）
- ことぶきウォーズ（2004年、CBCテレビ）
- ママ!アイラブユー（2005年、CBCテレビ）
- 新キッズ・ウォー2 （2006年、CBCテレビ）
- ぴーかんテレビ（東海テレビ）
- みこん六姉妹（2006年、CBCテレビ）
- キッパリ! （2007年、CBCテレビ）
- こどもの事情（2007年、CBCテレビ）
- みこん六姉妹2 （2008年、CBCテレビ）
- キッパリ!! （2008年、CBCテレビ）
- オーバー30 （2009年、CBCテレビ）
- えなりかずき!そらナビ（CBCテレビ）
- リミット -刑事の現場2- （2009年、NHK名古屋放送局）
- スペシャルドラマ花祭（2009年10月3日、CBCテレビ） - 白山優子役
- NHK岐阜開局70周年記念ドラマ恋するキムチ （2011年、NHK岐阜放送局）
- 情報バラエティー カニバラ（ケーブルテレビ可児） - 「だいきとうたのカニある記」ナレーター

### ラジオ番組
- 復習ゲーム（NHK-FM）
- 家守綺譚（NHK-FM）
- 死滅回遊（NHK-FM）
- 恐竜のたまご（NHK-FM）
- うそつきマーメイド（NHK-FM）
- お顔（NHK-FM）
- 終末のフール 太陽のシール・鋼鉄のウール・冬眠のガール（NHK-FM）
- 人らしく、生きられるように（NHK-FM）
- 葡萄の秘密（NHK-FM）
- メロディ・フェア（NHK-FM）
- 歪みたがる隊列（NHK-FM）
- 徳重君の転校（NHK-FM）
- 土曜ワイド 広瀬隆のラジオでいこう! サイエンスボーテ ファインビジュアル（CBCラジオ）
- ジャパネットたかたラジオインフォマーシャル（CBCラジオ）
- 大丸ホームショッピング（CBCラジオ）
- CBC iShop ラジオショッピング（CBCラジオ）
- CBC創立60周年ドラマスペシャル 名古屋開府400年 金助からの伝言（CBCラジオ）
- CBC創立60周年ドラマスペシャル おうちへ帰ろう X 〜ありがとう〜 定年オーライ（CBCラジオ）
- CBC開局60周年 連続ラジオドラマ「還暦刑事(デカ)」（CBCラジオ）
- 斉木桂子の心のリラクゼーション（SHANANA! FM）

### CM
- 河合塾KALS
- 積和不動産中部
- パロマ

### 舞台
市民劇場未来座
- 青い鳥（1985年）
- 仇討（1986年） - 蚤のかかあ役

高校演劇
- 神様、お願い! （1985年） - ジョニー役 + 作・演出
- 子供たちの戦記（1985年） - ヨシ役 + 演出
- そらめ（1985年、1986年） - ゴウ君役 + 演出
- 銀の骨鞄（1986年） - 惣太郎役 + 演出助手
- 2222・愛の神話（1986年、中部大会出場） - 男役 + 演出助手
- 星に願いを（1987年） - 沖田総司役 + 演出
- 影の砦（1987年） - 先生役 + 演出
- 夢、何処（1988年） - 忍者役 + 作・演出
- グリーンウッズファンタジー（1991年） - オサム役 + 演出 + 振付

専門学校舞台芸術学院ミュージカル本科2期生
- 私の青空（1989年） - フロオ役
- アンネの日記（1989年） - ファンダーン婦人役
- one & two & three & go! （1989年）
- コーラスライン（1990年） - ラリー役 + ジュディーターナー役

文学座附属演劇研究所昼間部30期生
- わが町（1990年） - ウェブ婦人役
- 女の一生（1990年） - 房子役
- 俳優の逆説（1990年）
- ブルーストッキングの女たち（1991年） - 神近市子役

Panjya-bo bo-n 劇団創立
- つきもの（1992年、一人芝居） - 仙人役 + 作・演出
- つわもの（1994年） - 中岡慎太郎役 + 作・演出

金杉忠雄アソシエーツ（旧：中村座）
- 胸騒ぎの放課後（1990年）
- 舞踏会の手帳（1991年）
- 猟奇王（1991年）

松本辰弥プロデュース
- 4℃（1992年） - 振付

まぜ卵シアタープロデュース
- EARTH II （1993年）

東京チュルチュル
- 初級革命講座飛龍伝（1993年）

劇団Z-ZEST
- サイレンサー（1992年）
- 碧雫のダイヤモンド（1993年）

BIG FACEプロデュース
- 筒井ワールド 言葉と〈ずれ〉・うるさがた（1995年）
- 筒井ワールド3 走る男（1996年ロサンゼルス、1996年新宿） - 振付
- 筒井ワールド4 （1997年） - 演出助手 + 振付
- 筒井ワールド5 ブルドック・断末魔酔狂地獄（1997年） - 振付
- 筒井ワールド6 俺は裸だ（1998年）

PLAYER'S LEAGUE
- PLUGGED （1997年）

佐藤和則プロデュース
- 話してくれ、雨のように…（1998年）

ピンズクラブプロデュース
- キャッチボール（1997年）
- 八月に降る雪（1999年）

しゅうくりー夢
- KNOCKIN' ON  HEAVEN'S DOOR TYPE 1 （1998年）
- KNOCKIN' ON  HEAVEN'S DOOR TYPE 2 （1998年）
- KNOCKIN' ON  HEAVEN'S DOOR TYPE 1・2・3 （1999年）

蒼月プロデュース
- 陽の訪れのように（2002年）

タレントオフィスともだち
- 想稿・銀河鉄道の夜（2002年） - 演出助手 + 振付
- 砂に消えたラブレター（2003年）
- CAFE ステイションケンジ（2004年） - 演出助手 + 振付
- 二進法の人々（2010年） - 演出 + 脚色

ATOMIC☆GOOSE
- モンキービジネス（2002年）
- ゴーアップ! （2003年）
- へそくりROCKハウス（2005年）
- デパハチ（2007年）
- ザ スクラッチ プログラム（2008年）
- 南須賀ディスカバリーズ（2009年）

パンジャーボンバーズ
- 陽の訪れのように（2011年4月） - 演出 + 脚色 + 沖田総司役
- 花小金井 blues explosion（2011年12月） - 脚本 + 演出助手 + 滝沢葉子役
- Lettre true2 Saison son2（2012年7月） - 演出 + 脚色 + ウサエル役
- Legnd of SATOMI〜南総里見八犬伝〜（2013年2月） - 演出 + 脚色 + 犬塚信乃役